# سیارک ۳۲۶۶
سیارک ۳۲۶۶ (به انگلیسی: 3266 Bernardus، نامگذاری:1978PA) سه هزار و دویست و شصت و ششمین سیارک کشف شده‌است که در ۱۱ اوت ۱۹۷۸ کشف شد.
قدر مطلق سیارک برابر ۱۳٫۵۰ است.